# Cladopathidae
Cladopathidae is een familie van neteldieren uit de klasse van de Anthozoa (bloemdieren).

## Onderfamilies
- Cladopathinae Kinoshita, 1910
- Hexapathinae Opresko, 2003
- Sibopathinae Opresko, 2003